# Predom

„Predom” (właściwie  Zjednoczenie Przemysłu Precyzyjnego „Predom”, następnie Zrzeszenie Przedsiębiorstw Przemysłu Wyrobów Powszechnego Użytku „Predom”) – byłe zjednoczenia w okresie PRL (1974–1989).
Koordynowana przez zjednoczenie branża, podbranża bądź grupa wyrobów:
- butle stalowe do gazów technicznych i płynnych łącznie z zaworami do wymienionych butli,
- piece grzewcze gazowe oraz ogrzewacze gazowe wody (termy),
- automaty pralnicze domowe, sprzęt elektryczny do sprzątania oraz czyszczenia pomieszczeń, sprzęt elektryczny do mechanizacji prac kuchennych domowych, chłodziarki i zamrażarki domowe, wyroby wentylacyjne (bez wentylatorów z ogrzewaczem), elektryczne urządzenia do prasowania oraz aparaty do masażu ciała,
- maszyny do szycia domowe,
- sprzęt grzejny turystyczny i lampki namiotowe gazowe,
- motorowery i rowery,
- środki techniki biurowej,
- maszyny i urządzenia do liczenia,
- silniki spalinowe tłokowe z zapłonem iskrowym do trakcji lądowej (do poj. 100 cm³) oraz silniki zaburtowe.

Wszystkie zakłady zjednoczenia miały piony S, związane z produkcją zbrojeniową w zakresie broni lekkiej (naboje, pociski, pistolety, karabiny maszynowe oraz granaty).
W skład zjednoczenia wchodziły m.in. następujące przedsiębiorstwa:

- Dezamet, Nowa Dęba
- Eda, Poniatowa
- Farel, Kętrzyn
- Łucznik, Radom
- Mesko, Skarżysko-Kamienna
- Metrix, Tczew
- Metron, Toruń
- Polar, Wrocław
- Premet, Pieszyce
- Prespol, Niewiadów
- Prexer, Łódź
- Romet, Bydgoszcz
- Selfa, Szczecin
- Termet, Świebodzice
- Wromet, Wronki
- Wrozamet, Wrocław
- Zelmer, Rzeszów
- Lozamet, Łódź
- Projekt Wrocław

.
Większość z nich funkcjonuje obecnie. Istnieje również przedsiębiorstwo handlowe o nazwie Predom, firma Predom-Projekt (obecnie Przedsiębiorstwo Konsultingowo-Inżynieryjne PREDOM), a także ośrodki badawczo-rozwojowe (Ośrodek Badawczo-Rozwojowy "PREDOM-OBR" w Warszawie, Ośrodek Badawczo-Rozwojowy Środków Organizacyjno-Technicznych "PREDOM-PREBOT" w Radomiu) oraz internetowy sklep „PREDOM”.

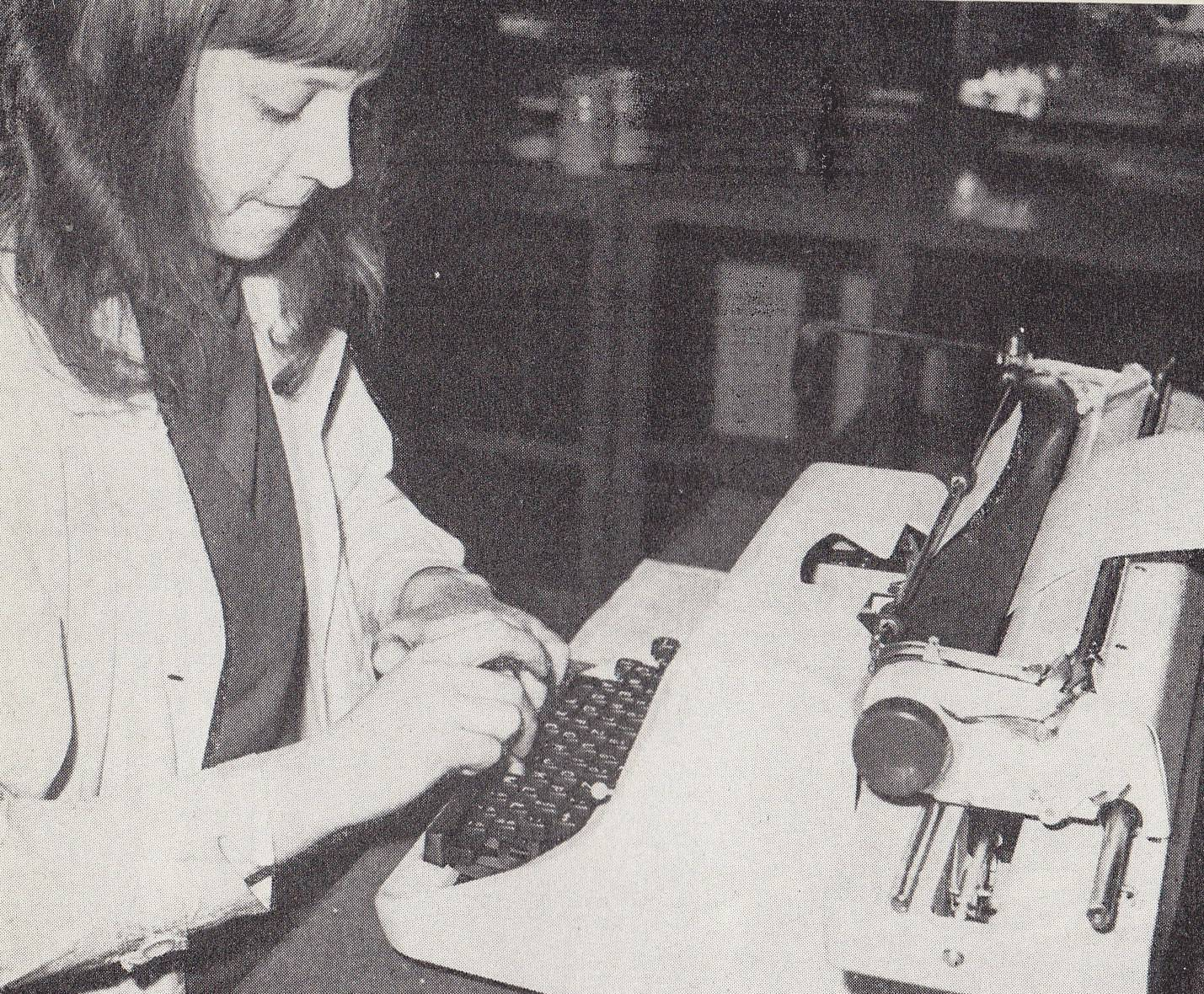
Maszyna do pisania Predom-Łucznik
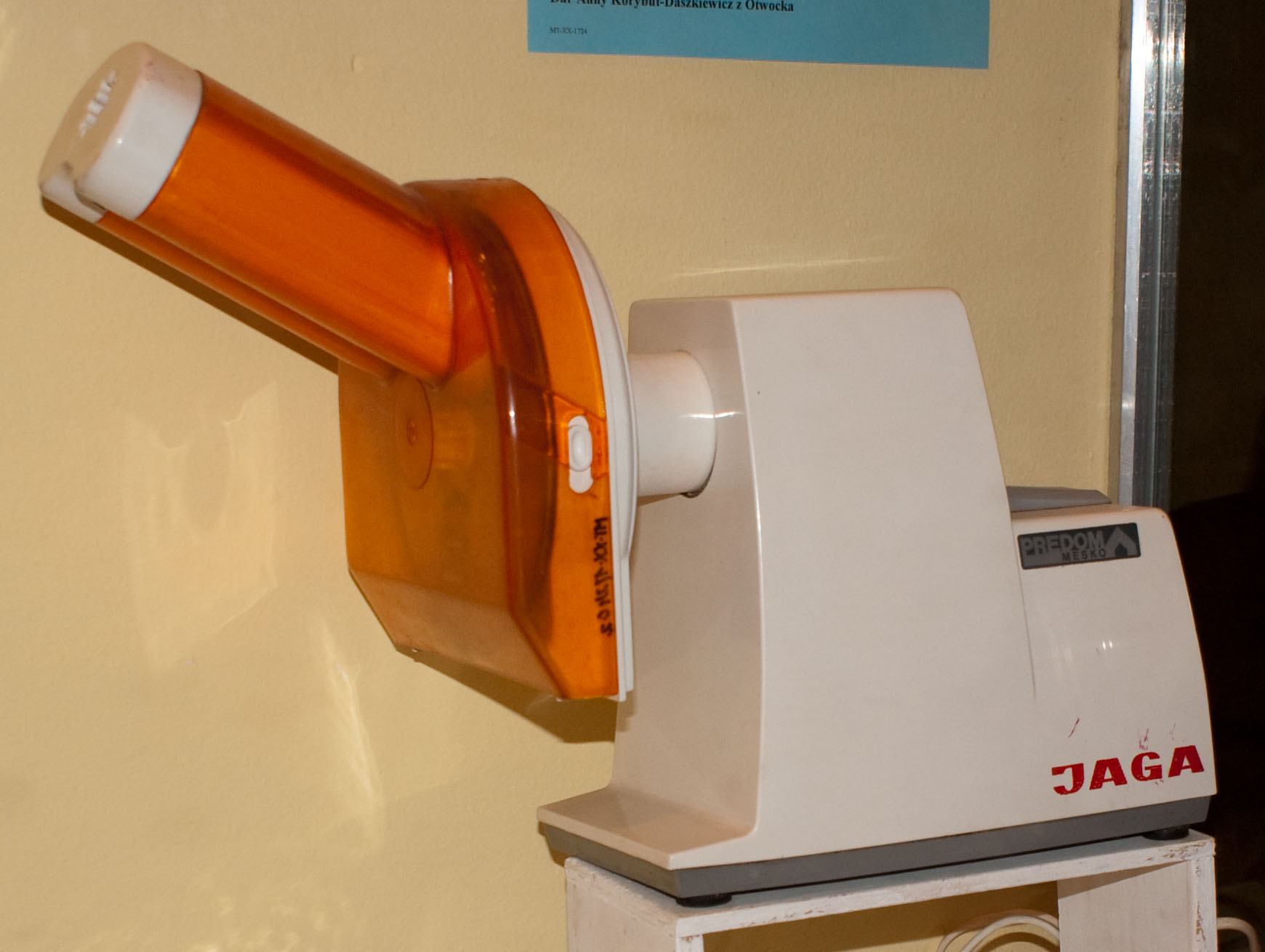
Elektryczna maszynka do mielenia mięsa Predom-Mesko
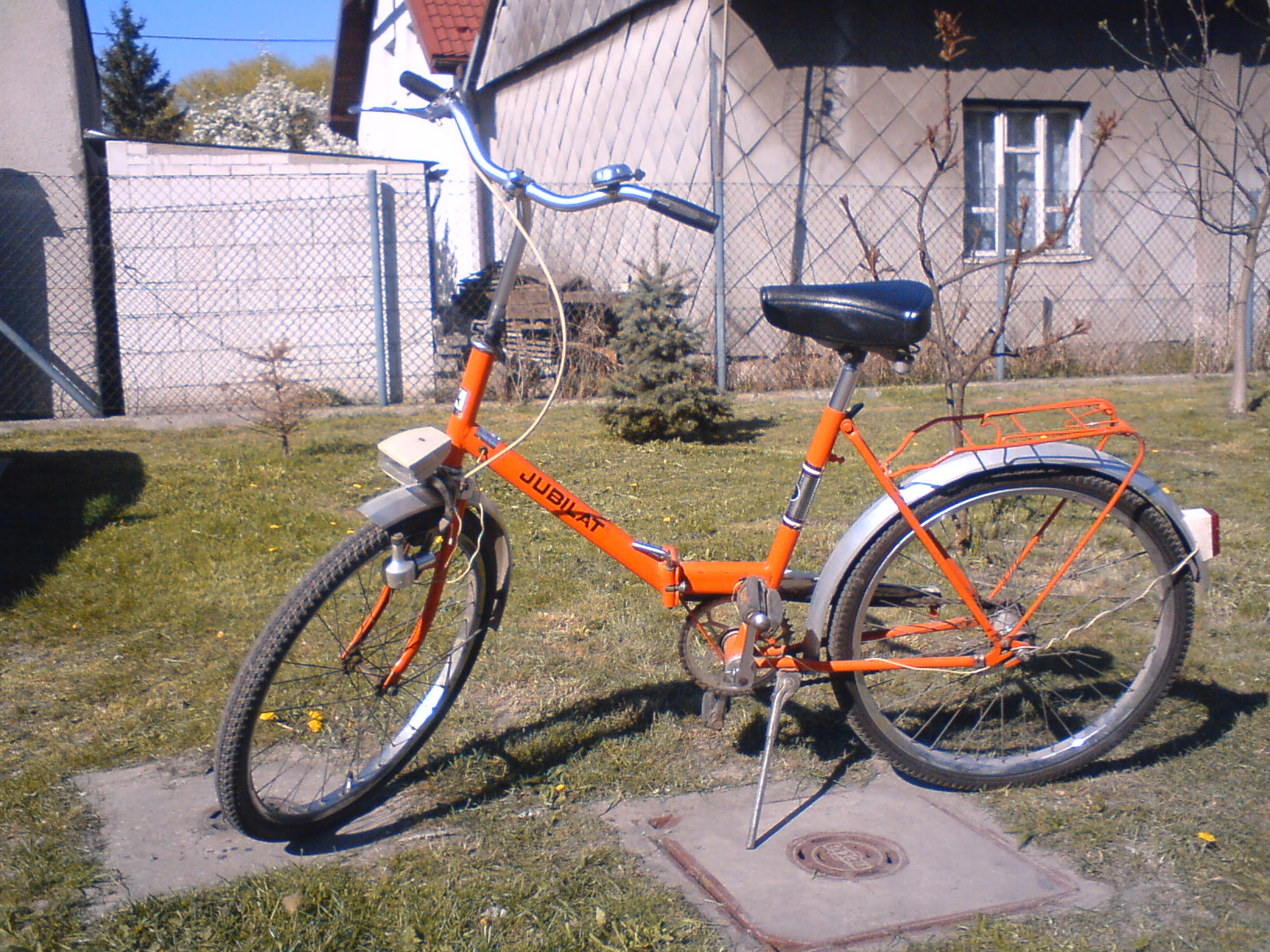
Rower składany Predom-Romet „Jubilat”
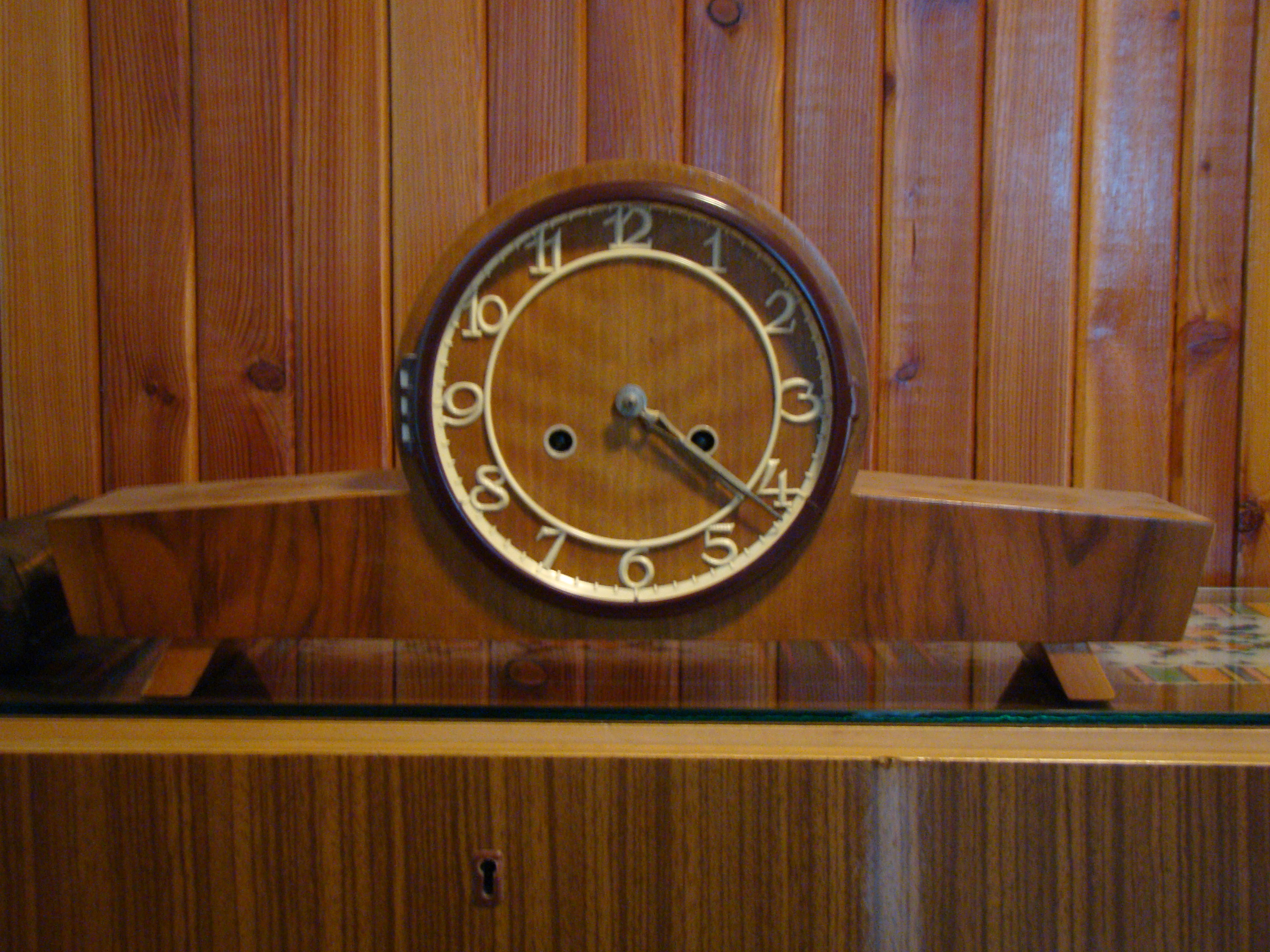
Zegar Predom-Metron
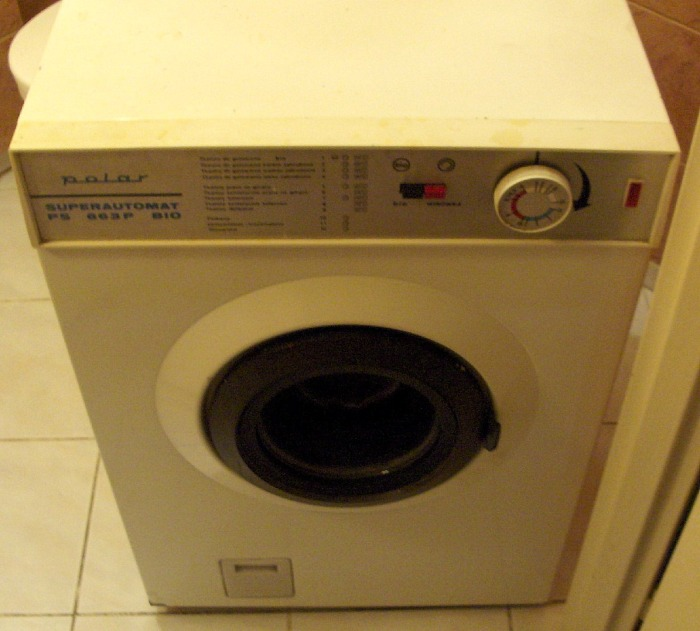
Pralka automatyczna Predom-Polar superautomat ps 665p bio
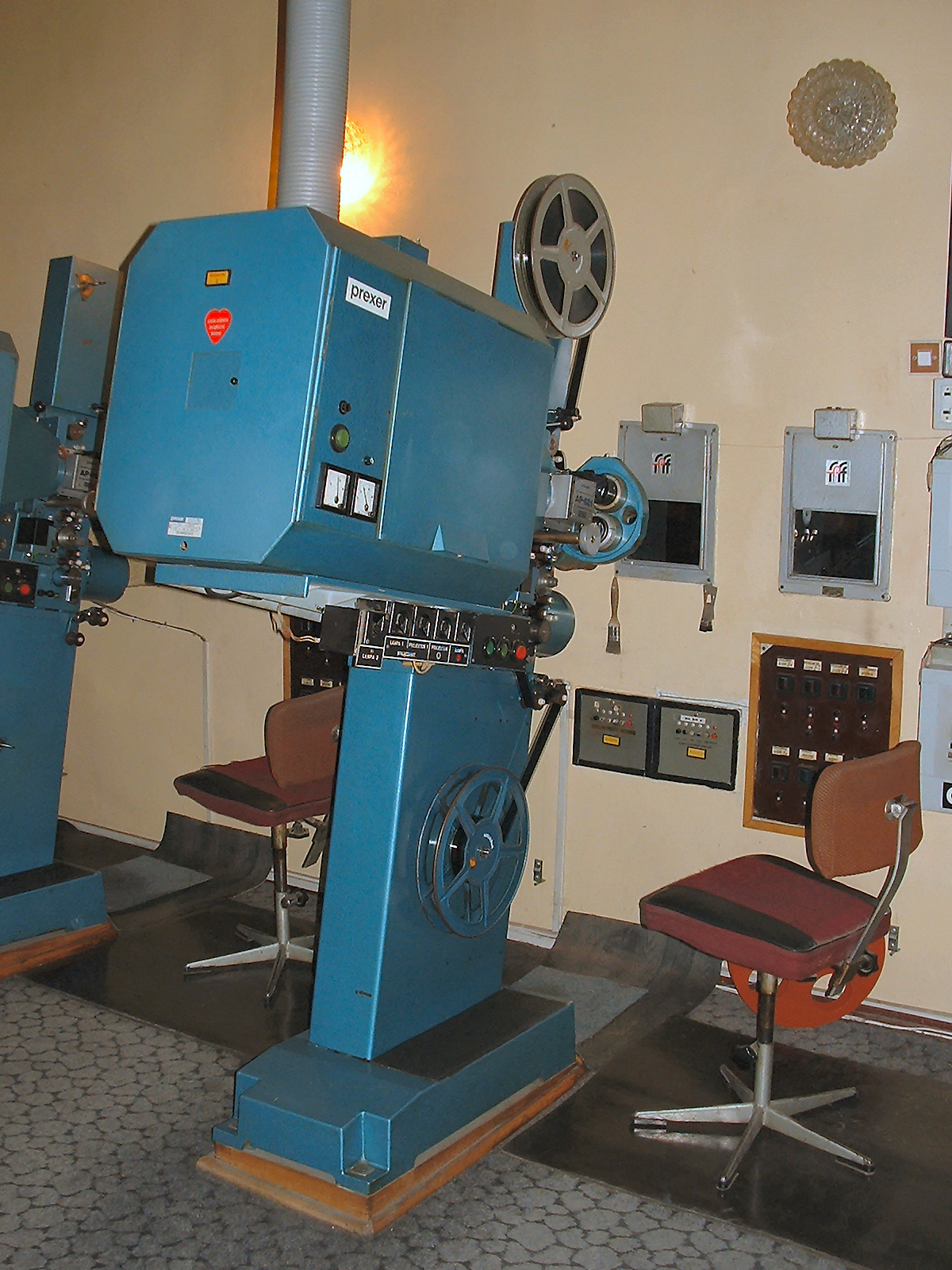
Kinowy aparat projekcyjny Predom-Prexer
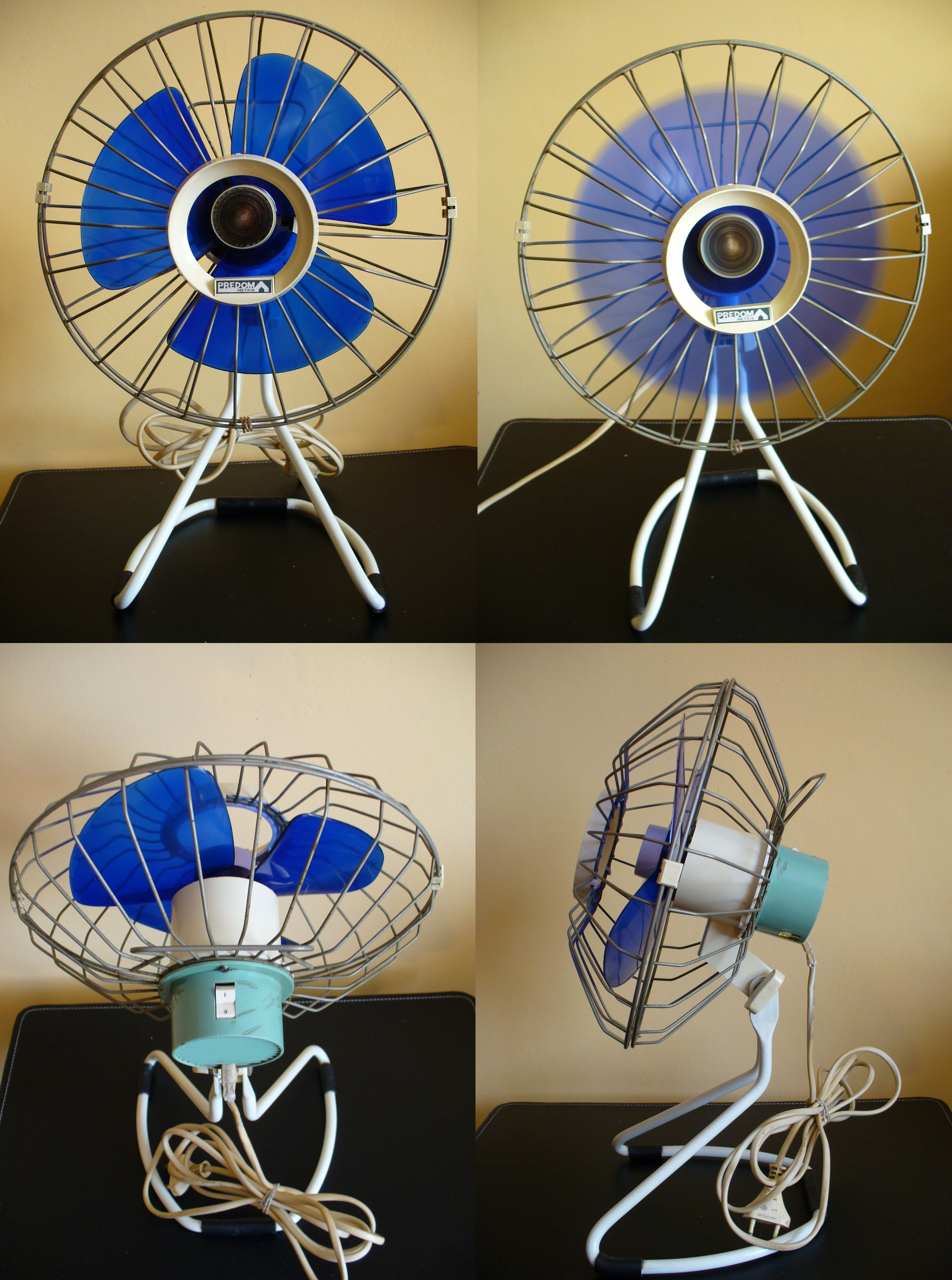
Wentylator Predom-Metrix model WS 202 z Tczewa, wyprodukowany 1977 r.
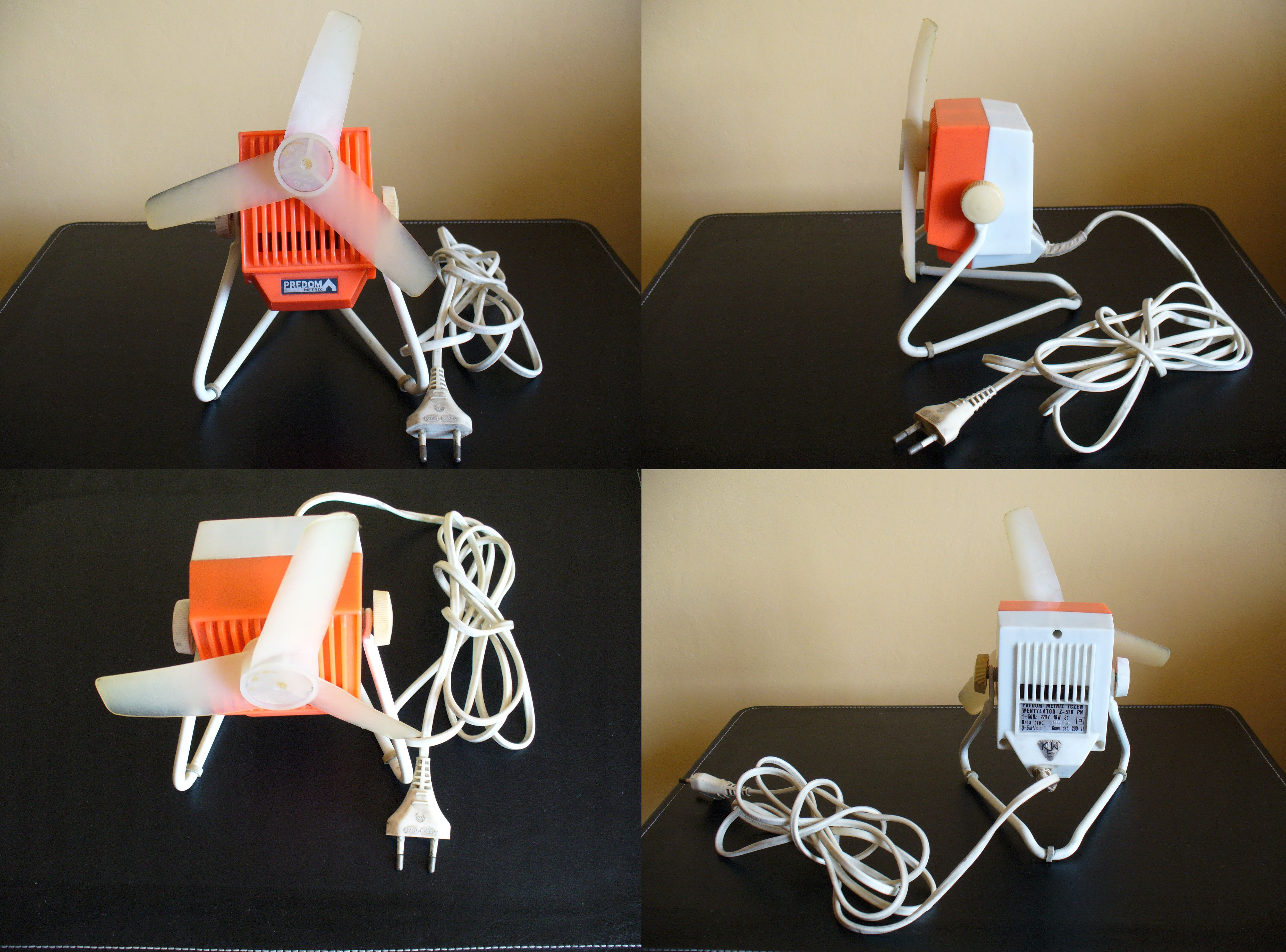
Wentylator Predom-Metrix model Z-51B z Tczewa, wyprodukowany 1978 r.
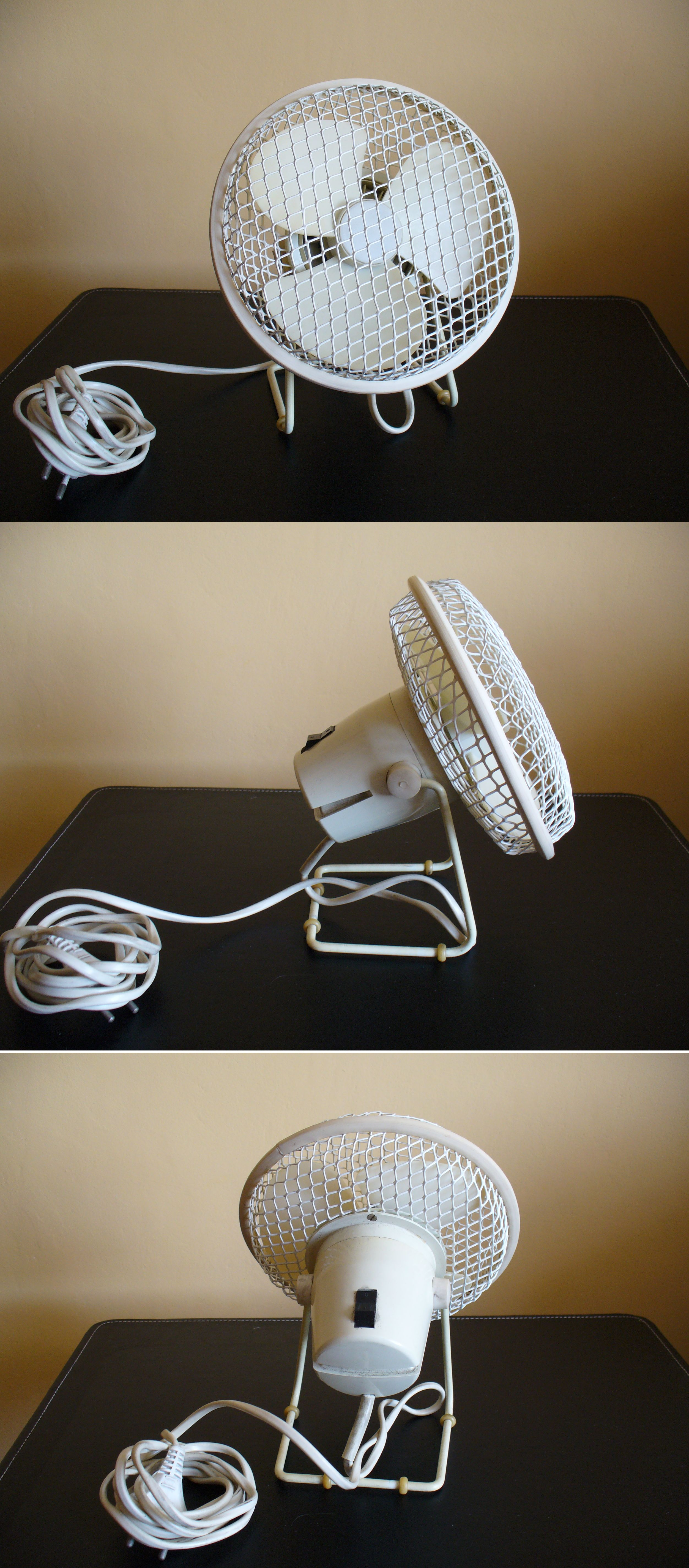
Wentylator Predom-Metrix model WS 1302 z Tczewa.
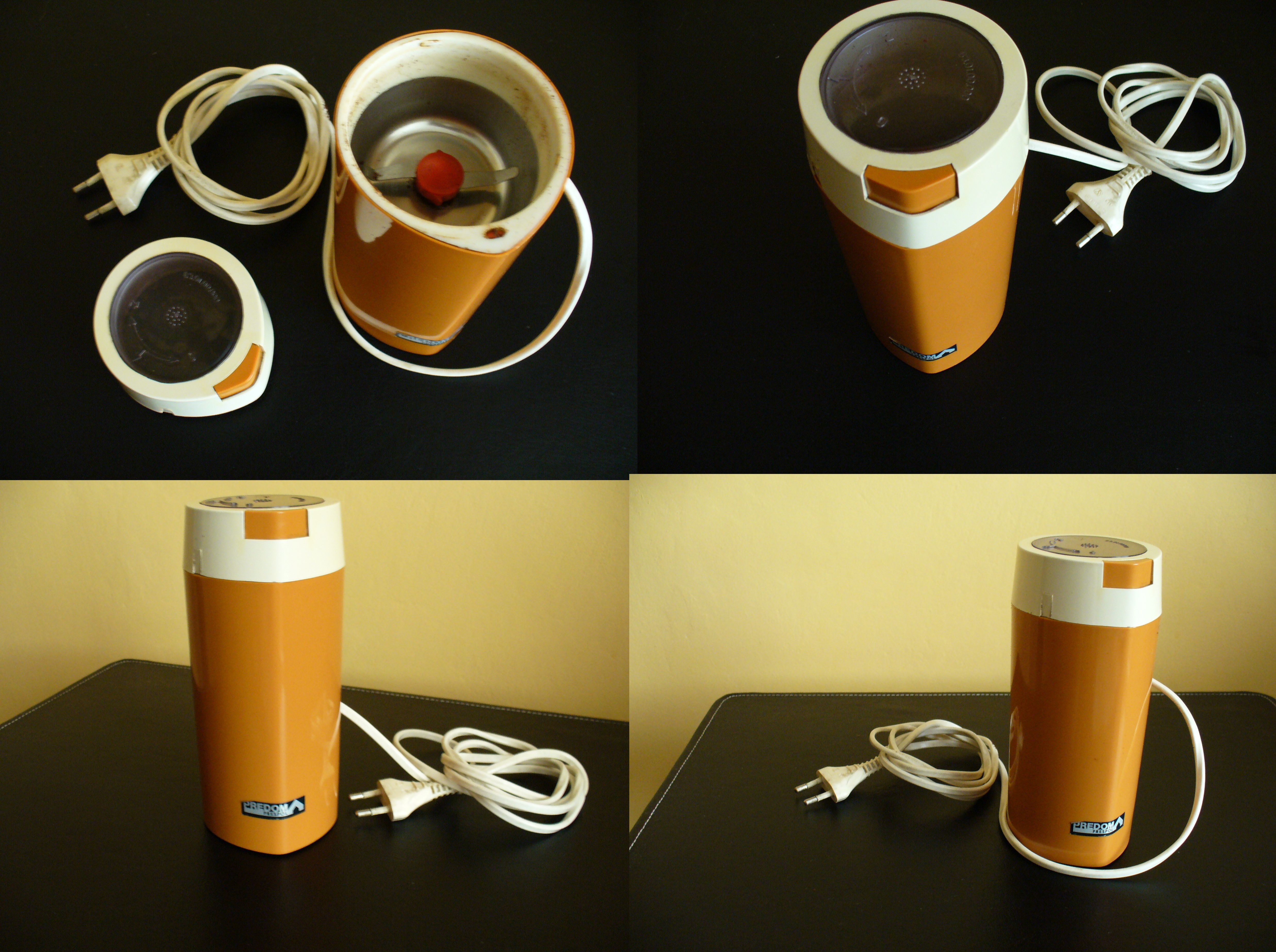
Elektryczny udarowy młynek do kawy Predom-Prespol typ 630
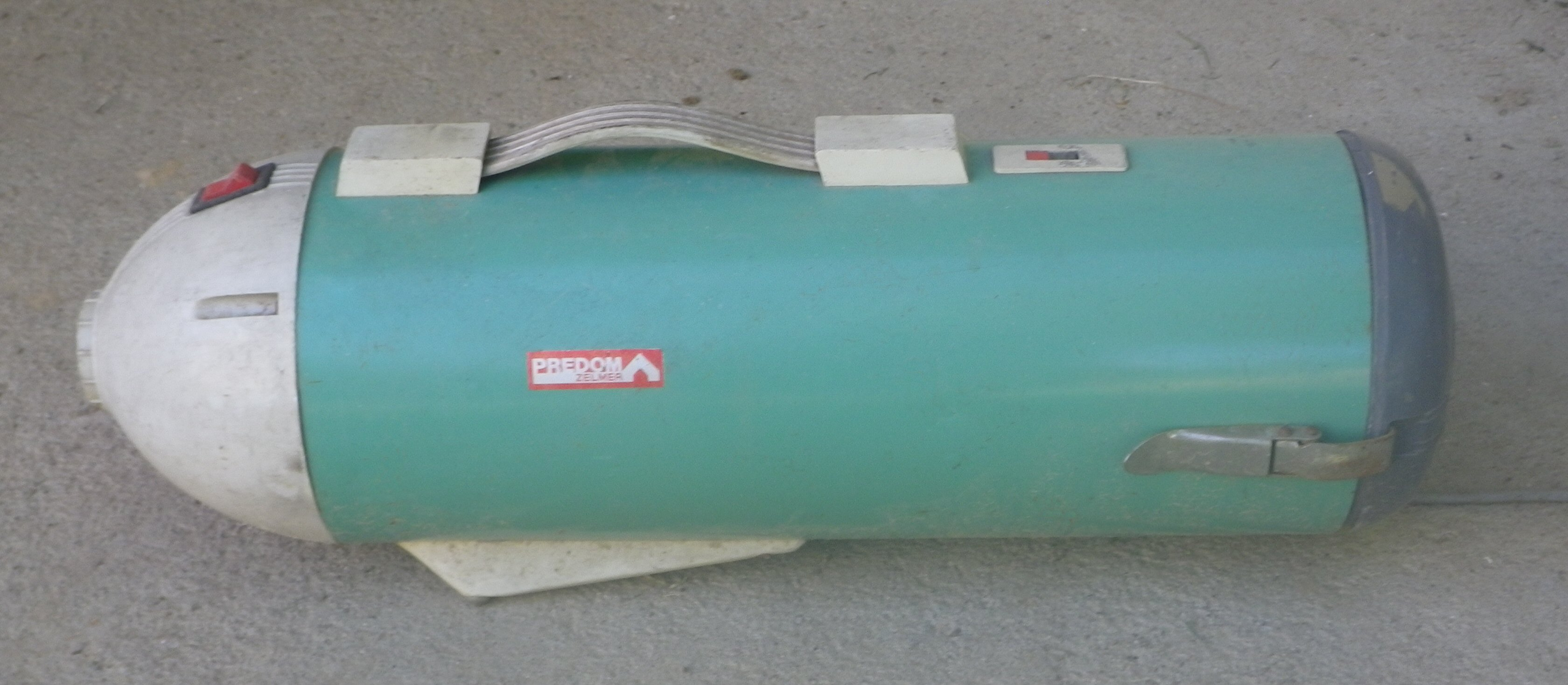
Odkurzacz PREDOM-ZELMER
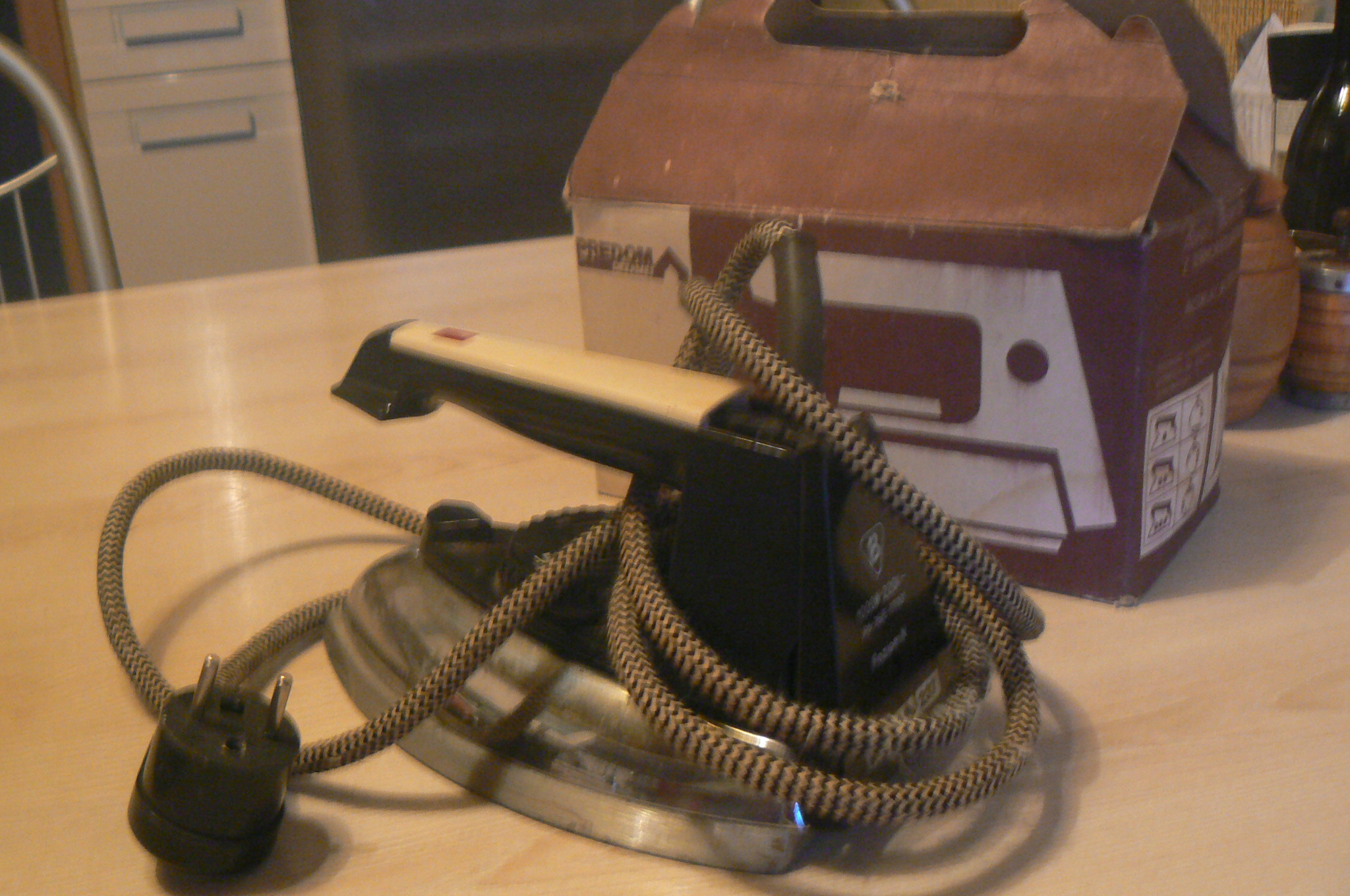
Żelazko PREDOM-DEZAMET